# Gyroporus purpurinus
Gyroporus purpurinus — вид базидіомікотових грибів родини Gyroporaceae.

## Поширення
Вид поширений у США на схід від Скелястих гір. Повідомляється про знаходження в Мексиці.

## Опис
Плодове тіло пурпурово-червоного або темно-рожевого забарвлення. Шапинка 1,5-5 см у діаметрі, опукла, з віком вирівнюється. Ніжка заввишки 3-5 см, діаметром 0,5-1 см. Шапинка та ніжка при зрізі не синіють.
Утворює мікоризу з листяними деревами.